# Criterium Arma di Taggia
Criterium Arma di Taggia was een Italiaanse wielerwedstrijd.

## Geschiedenis
Er werden maar zes edities verreden en Francesco Moser won er drie van, de wedstrijd vond plaats in februari.

## Meervoudige winnaars
| Overwinningen | Renner          | Land   | Jaren            |
| ------------- | --------------- | ------ | ---------------- |
| 3             | Francesco Moser | Italië | 1977, 1980, 1982 |